# Universiteit van Charleston
De Universiteit van Charleston (Engels: University of Charleston, UC) is een particuliere non-profituniversiteit in de Verenigde Staten met de hoofdcampus gelegen in Charleston (West Virginia). De universiteit heeft ook een locatie in Beckley (West Virginia), bekend als UC-Beckley.

## Geschiedenis
Deze onderwijsinstelling werd in 1888 opgericht als het Barboursville Seminary van de Southern Methodist Church. In 1901 werd het omgedoopt tot Morris Harvey College, ter ere van een donateur. De universiteit leunde altijd sterk op dienstplichtigen en kwam ten tijde van de Vietnamoorlog in moeilijke tijden terecht vanwege de terugval in aanmeldingen en bood zichzelf aan aan de staat in 1975, die het geschenk weigerde.
In december 1978 veranderde de school haar naam in de University of Charleston.

## Reputatie
UC gebruikt een onderwijsmodel waarbij studenten zes competenties leren en beheersen door af te studeren in: burgerschap, communicatie, creativiteit, kritisch denken, ethische praktijk en wetenschappelijk onderzoek. De universiteit is relatief klein te noemen met circa 3000 studenten.
In 2012 stond UC op de 14e plaats door US News & World Report voor regionale hogescholen in het zuiden en in 2011 werd UC gezien als de beste regionale universiteit in West Virginia. Sindsdien is UC gekelderd in de nationale ranglijsten in de VS en is anno 2021 te vinden in de onderste regionen.